# Cristian Malmagro
Cristian Malmagro Viaña, (nacido el 11 de marzo de 1983 en Granollers, España) es un jugador español de balonmano que juega de lateral derecho en el Sant Martí Adrianenc
Jugador zurdo con marcado carácter individualista, destaca por su técnica en el aspecto ofensivo del juego. Malmagro estaba predestinado a destacar en este deporte y en su club, porque el balonmano corre por sus venas. Su abuelo, Alejandro Viaña, fue un pivote internacional del Granollers a principios de los sesenta, y su tío, Alex Viaña, uno de los centrales del equipo de los noventa y posteriormente ayudante del entrenador Manuel Montoya. 
El técnico bosnio Sead Hasanefendic le hizo debutar en Asobal con 17 años. Paulatinamente ha ido abandonando el puesto de extremo por el lateral. Con 1,91 metros y una gran técnica se ha erigido en el mejor goleador español de la Liga y el máximo realizador desde los siete metros, una especialidad que cultiva desde joven pero que depuró al lado de Patrick Ćavar.  
En 2007 finalizaba su contrato con el BM Granollers y pasó a las filas del Portland San Antonio. Tras pasar varias temporadas en el equipo navarro, en el verano de 2010 se confirma su traspaso al equipo danés del AG Kopenhagen por tres campañas.

## Trayectoria
| \| Cristian Malmagro Viaña \| \| \| \| \| \| \| \| \| TEMP. \| Club \| G.T. \| L.T. \| % \| 7m \| L.7m \| %7m \| \| 1999-00 \| BM Granollers B \| \| \| \| \| \| \| \| 2000-01 \| BM Granollers \| 3 \| 9 \| 33 \| 1 \| 1 \| 100 \| \| 2001-02 \| BM Granollers \| 9 \| 18 \| 50 \| 1 \| 3 \| 33 \| \| 2002-03 \| BM Granollers \| 28 \| 56 \| 50 \| 8 \| 15 \| 53 \| \| 2003-04 \| BM Granollers \| 49 \| 99 \| 62 \| 3 \| 7 \| 43 \| \| 2004-05 \| BM Granollers \| 77 \| 132 \| 58 \| 17 \| 22 \| 77 \| \| 2005-06 \| BM Granollers \| 153 \| 240 \| 64 \| 72 \| 97 \| 74 \| \| 2006-07 \| BM Granollers \| 149 \| 236 \| 63 \| 80 \| 105 \| 76 \| \| 2007-08 \| Portland San Antonio \| 146 \| 214 \| 68 \| 59 \| 74 \| 80 \| \| 2008-09 \| Portland San Antonio \| \| \| \| \| \| \| \| 2009-10 \| Portland San Antonio \| \| \| \| \| \| \| \| 2010-11 \| AG Kopenhagen \| \| \| \| \| \| \| | - Temp.: temporada - Club: equipo en el que milita - G.T.: goles totales marcados en la liga Asobal - L.T.: lanzamientos totales - %: efectividad de lanzamiento - 7m: goles marcados de penalti - L.7m: lanzamientos de penalti - %7m: efectividad en los lanzamientos de penalti |      |      |    |    |      |     |
| Cristian Malmagro Viaña | |      |      |    |    |      |     |
| TEMP. | Club | G.T. | L.T. | %  | 7m | L.7m | %7m |
| 1999-00 | BM Granollers B |      |      |    |    |      |     |
| 2000-01 | BM Granollers | 3    | 9    | 33 | 1  | 1    | 100 |
| 2001-02 | BM Granollers | 9    | 18   | 50 | 1  | 3    | 33  |
| 2002-03 | BM Granollers | 28   | 56   | 50 | 8  | 15   | 53  |
| 2003-04 | BM Granollers | 49   | 99   | 62 | 3  | 7    | 43  |
| 2004-05 | BM Granollers | 77   | 132  | 58 | 17 | 22   | 77  |
| 2005-06 | BM Granollers | 153  | 240  | 64 | 72 | 97   | 74  |
| 2006-07 | BM Granollers | 149  | 236  | 63 | 80 | 105  | 76  |
| 2007-08 | Portland San Antonio | 146  | 214  | 68 | 59 | 74   | 80  |
| 2008-09 | Portland San Antonio |      |      |    |    |      |     |
| 2009-10 | Portland San Antonio |      |      |    |    |      |     |
| 2010-11 | AG Kopenhagen |      |      |    |    |      |     |

## Palmarés

### Palmarés de clubes
- Liga de Dinamarca (2011)
- Copa de Dinamarca (2011)

### Palmarés con la Selección
- Medalla de bronce en los Juegos Olímpicos de 2008